# Иваницкий, Генрих Романович
Ге́нрих Рома́нович Ивани́цкий (род. 8 ноября 1936 года, Москва) — советский и российский биофизик, член-корреспондент Российской академии наук (член-корреспондент АН СССР с 1976), доктор физико-математических наук, профессор. Лауреат Ленинской премии, Государственной премии СССР и Премии Правительства РФ.

## Биография
В 1954 году с золотой медалью окончил московскую школу № 525 (в настоящее время — школа им. Ролана Быкова). В 1960 году получил диплом инженера радиотехнического факультета Московского авиационного института.
Под влиянием идей Норберта Винера о кибернетике заинтересовался проблемами биологии и был приглашен академиком Глебом Михайловичем Франком на работу в Институт биологической физики АН СССР (ныне Институт теоретической и экспериментальной биофизики РАН).
В 1964 году защитил кандидатскую диссертацию «Разработка методов автоматического подсчета и измерения клеток мозга». Полученные результаты вошли в справочник «Мозг человека в цифрах и таблицах» (1964).
В 1970 г. защитил диссертацию на соискание ученой степени доктора физико-математических наук «Методы машинного анализа морфологии клеток и срезов ткани». Результаты работ вошли самостоятельным разделом в международный справочник по микроскопии (Берлин, 1973) и были отмечены Государственной премией СССР (1978).
С 1960 года работает в Академии наук — за 16 лет прошёл путь от младшего научного сотрудника до члена-корреспондента Академии наук и директора института.
С 1976 по 1987 год руководил Институтом биологической физики АН СССР (г. Пущино Московской области).
С 2001 по 2015 годы — директор Института теоретической и экспериментальной биофизики РАН.
В настоящее время занимает должность заведующего лабораторией механизмов организации биоструктур и научного руководителя Института теоретической и экспериментальной биофизики РАН.
Автор автобиографической книги «Убегающее время» (М.: Наука-Пресс, (2001).

## Научная деятельность
Его вклад в науку известен в связи с реализацией крупных наукоёмких проектов. Им опубликовано свыше 500 научных работ, включая 7 монографий, 20 патентов и свыше 80 научно-популярных и публицистических статей.
В 1960-х годах создал серию автоматов-роботов для анализа морфологии микроструктур, в которых был достигнут теоретический предел разрешения оптической микроскопии. По лицензии один из вариантов его разработки лег в основу прибора «Морфоквант», созданного фирмой «Carl Zeiss». Эти работы вошли самостоятельным разделом в международный справочник по микроскопии.
- В 1970-х годах совместно с соавторами открыл и исследовал новый класс автоволновых процессов в распределенных возбудимых биологических системах, заложил основы нового научного направления — биосинергетика, как раздела общей синергетики[6][7][8][9][10][11]. Это направление работ в виде раздела «Автоволны» включено в БРЭ.
- В 1980—1990-х годах совместно с Ф. Ф. Белоярцевым, И. Л. Кнунянцем и коллегами на основе перфторуглеродных наноконтейнеров создал синтетический газотранспортный кровезаменитель — перфторан, для использования в критических условиях при большой кровопотере, разработал физиологическую теорию работы подобных газотранспортных эмульсий. Перфторан с 1997 года продавался в аптеках и использовался в клиниках и был принят на снабжение Российской армии[12][13]. Результаты запатентованы и опубликованы и вошли самостоятельным разделом в международный справочник «Blood Substitutes»[14]. Его совместной с Ф. Ф. Белоярцевым разработке посвящены документальные фильмы[15][16].
- В конце 1990-х годов, в связи 200-летием со дня рождения А. С. Пушкина, компьютерными методами (совместно А. А. Деевым) реконструировал портрет поэта[17]
- В начале 2000-х годов совместно с Е. П. Хижняком развил новое направление исследований теплопродукции организмов, включая человека, на основе современных матричных инфракрасных камер, что позволило по-новому проводить оценку состояния организма по тепловому портрету[18][19].
- В 2010-х и в последующие годы, в связи с проблемами искусственного интеллекта, провёл сравнительный анализ с позиции биофизики различных аспектов живых и неживых систем, отвечая на вопросы: «Что такое жизнь с позиции физики? Где находится предел сходства андроидных роботов и человека? Как осуществляется самоорганизующаяся устойчивость биосистем, далеких от равновесия?» и другие. Эти работы представлены в системе Math-Net.Ru.

## Общественная деятельность
- 1974—1985 годы — директор Пущинского научного центра, в этот период организовал программу «Полис»[20] и движение среди научных работников по использованию интеллектуального потенциала в общеобразовательной школе[21][22][23]. Чтобы привить школьникам интерес к науке, написал книги «Мир глазами биофизика» и «Виражи закономерностей. Правило БИО — стержень науки»; совместно со студией Центрнаучфильм в период с 1972 по 1985 годы, а затем и со студией Леннаучфильм создал 10 научных и научно-популярных фильмов[24], пропагандирующих достижения науки. На конгрессе Международной ассоциации научного кино (МАНК) в 1986 году выступил с пленарной лекцией[25]. В ней были сформулированы главные направления развития научного и научно-популярного кинематографа и впервые высказана идея о необходимости начать создание международной видеоэнциклопедии[26].
- 1976—1990 годы — организовал издание серии монографий под общим названием «Теоретическая и прикладная биофизика», в рамках которой было издано 12 учебных пособий по различным разделам биофизики.
- 1978—1984 годы — член исполкома Международного союза чистой и прикладной биофизики.
- 1982 год — организовал Первый съезд биофизиков СССР[27].
- 1985 год — совместно с В. И. Толстых участвовал в создании клуба «Свободное слово» при Союзе кинематографистов. За десятилетие существования этого клуба было проведено 67 заседаний с обсуждением самых актуальных вопросов современности, порождаемых как эгоизмом людей, так и блоковым мышлением государств[28].
- С 1980-х годов — член редакционных коллегий научных журналов: «Успехи физических наук», «Биофизика», «Компьютерные исследования и моделирование», член редакционного совета журнала «Биологические мембраны».
- с 2001 года — декан факультета биофизики и биомедицины Пущинского государственного естественно-научного института Министерства науки и высшего образования Российской Федерации.
- За период с 1970 по 2000 годы сформировал несколько научных школ (компьютерная биология; биосинергетика; биоматериалы на перфторуглеродной основе с физическими эффектами действия на биосистемы; анализ динамики тепловых портретов для биологии и медицины).

## Основные работы
- Автоматический анализ микрообъектов. — М.; Л., 1967 (совм. с Л. Л. Литинской, В. Л. Шихматовой);
- Исследование микроструктуры объектов методами когерентной оптики. — М., 1974; 2-е изд. — 1981 (совм. с А. С. Куниским);
- Математическая биофизика клетки. — M., 1978 (совм. с В. И. Кринским, Е. Е. Сельковым);
- Мир глазами биофизика. — М.: Педагогика, 1985;
- Биотехника — новое направление компьютеризации. — М., 1990 (соавт.);
- Круговорот: Общество и наука. — М., 2005;
- Виражи закономерностей. Правило БИО — стержень науки. — М.: Наука, 2011.
- Биофизика мозга. Реальность и модели. — М.: изд. РАН, 2023.

## Награды
- Лауреат Государственной премии СССР за 1978 год.
- Лауреат Ленинской премии за 1980 год.
- Лауреат премии Правительства РФ за 1998 год.
- Награждён правительственными наградами: орден «Знак Почёта» (1975) и медаль «За доблестный труд» (1970).
- Золотая медаль «За достигнутые успехи в развитии народного хозяйства СССР» (постановление главного комитета ВДНХ от 06.12.1972 № 537-Н; удостоверение № 2418).
- «Медаль «В память 850-летия Москвы»» (указ президента Российской Федерации от 26 февраля 1997 г.; удостоверение А 0776229).
- Медаль «Лауреат ВВЦ» (постановление от 18.06.1998 № 9; удостоверение № 1036).
- Лауреат премии «Призвание» в номинации «За вклад в развитие медицины внесенный представителями фундаментальной науки и немедицинских профессий» за 2002 год[29].
- «Знак «За заслуги перед Московской областью»» (постановление губернатора Московской области от 07.10.2002 № 211-ПГ; удостоверение № 000330).
- Почетный знак «За заслуги перед МАИ» (постановление ректора Московского авиационного института от 28.10.2013; удостоверение № 293).
- Включен в книгу славы «Золотой фонд директорского корпуса Подмосковья» (2004).
- Включен в Справочник «1000 имен в истории Замоскворечья».
- Присвоено звание «Почетный гражданин города Пущино» Московской области (решение Совета депутатов г. Пущино № 230 от 14.08.2006).
- Награждён медалью «За вклад в реализацию государственной политики в области научно-технологического развития» (Приказ Минобрнауки России от 17 сентября 2021 г. № 1073 к/н)